# Championnats d'Europe d'haltérophilie 1950
Navigation
Édition précédente Édition suivante
Les championnats d'Europe d'haltérophilie 1950, trentième édition des championnats d'Europe d'haltérophilie, ont eu lieu en 1950 à Paris, en France.

## Résultats
| Catégorie | Or                  | Or       | Argent            | Argent   | Bronze           | Bronze   |
| --------- | ------------------- | -------- | ----------------- | -------- | ---------------- | -------- |
| - 56 kg   | Rafael Czimiszkjan  | 305 kg   | Gunnar Olafsson   | 275 kg   | Marcel Thévenet  | 272,5 kg |
| - 60 kg   | Jewgienij Lopatin   | 317,5 kg | Julian Creus      | 305 kg   | Einar Ericsson   | 295 kg   |
| - 67,5 kg | Władimir Swietliko  | 347,5 kg | André Le Guillerm | 322,5 kg | Ermanno Pignatti | 307,5 kg |
| - 75 kg   | Władimir Puszkariew | 385 kg   | Lauri Kinnunen    | 357,5 kg | André Dochy      | 350 kg   |
| - 82,5 kg | Arkadij Worobjow    | 420 kg   | Leif Nilsson      | 357,5 kg | Ernest Roe       | 357,5 kg |
| + 82,5 kg | Jakow Kucenko       | 422,5 kg | Melvin Barnett    | 400 kg   | Lage Andersson   | 392,5 kg |